# 张实杰
张实杰（1922年—2016年3月2日），又名赵浩然，男，山东邹平人，中国人民解放军将领。

## 生平
1939年入伍，同年加入中国共产党。参加抗日战争，担任连政治指导员、营政治教导员等职，参加了山东渤海区等战斗，滨蒲、商河战役。第二次国共内战期间，担任382团副团长、团长等职，参加了四平战役、锦州战役、天津战役、渡江战役等。
中华人民共和国成立后，担任师参谋长、师长，海南军区副司令员兼参谋长，广州军区空军参谋长等职。1955年，被授予大校军衔，曾荣获三级独立自由勋章、二级解放勋章和独立功勋荣誉章。2016年3月2日在广州逝世，享年95岁。